# Alan Dawa Dolma
Alan Dawa Dolma (Kangding (Autonome Tibetaanse Prefectuur Garzê), 25 juli 1987), in het algemeen aangeduid als alan, is een Chinese zangeres van Tibetaanse herkomst die vooral actief is in het muziekgenre J-pop. Nadat ze werd ontdekt door de Japanse platenmaatschappij Avex Trax, maakte ze haar debuut in november 2007 in het Japans. Haar producent en tekstschrijver is Kazuhito Kikuchi. Ze is een toegewijde boeddhist en het merendeel van haar teksten gaan over liefde en vrede.
Alan Dawa Dolma groeide op met haar grootouders in het nabijgelegen Danba (Rongtrag), ook bekend als Schoonheidsvalei. Haar vader was een lokaal bestuurder en haar moeder was zangeres in een lokale muziekgroep. Ze leerde op jonge leeftijd het snaarinstrument erhu spelen. In 1997 verliet ze haar woonplaats voor haar studie aan de middelbare school die was gekoppeld aan het Sichuan Conservatorium voor Muziek in Chengdu. In 2003 werd ze toegelaten aan de prestigieuze kunstacademie van het Volksbevrijdingsleger in Peking. Haar hoofdvakken waren hier vocale muziek en erhu. Daarnaast speelt ze ook piano en hulusi.

## C-pop
Ze trad toe aan de "Feel Fine Band" (非凡乐队), een ensemble van jonge vrouwelijke artiesten in traditionele Chinese muziekinstrumenten. Met haar erhu-spel trad ze met de band op verschillende evenementen op, waaronder in Caïro tijdens de viering van vijftig jaar Chinees-Egyptische diplomatieke banden. In 2005 bracht ze haar eerste Chinese album uit, Sheng Sheng Zui Ru Lan, met covers van gevestigde artiesten in de C-pop.
In oktober 2006 werd ze geselecteerd om met de zanger Wei Chen het vasteland van China te vertegenwoordigen op de Asia New Singer Competition, waar ze de tweede plaats behaalden.

## J-pop
In april 2006 trok de Japanse platenproducent Avex Trax door China en luisterde naar duizenden audities. Avex contracteerde haar en nadat ze haar studie voltooide, vertrok ze in september 2007 naar Tokio. In november dat jaar bracht ze haar eerste J-pop-single uit, Ashita e no Sanka.
In mei 2008 bracht alan Shiawase no Kane/Ai Jiu Shi Shou uit en schonk de opbrengst ervan aan het Rode Kruis om de slachtoffers te helpen van de Aardbeving in Sichuan, de provincie waar ze vandaan komt. Een volgende Japanse single met de titel Gunjou no Tani droeg ze eveneens op aan de bevolking van Sichuan.
In juni 2008 zong alan de titelsong Natsukashii Mirai (verlangen naar de toekomst) voor het televisieprogramma Red de Toekomst van de Japanse omroep NHK, dat bewustzijn kweekte voor het milieu wereldwijd. Dit nummer behandelde het Japanse klassieke element aarde en leidde nog een aantal songs in dat een bepaald thema behandelde, op het gebied van het boeddhisme of de bön.

## Overig
Ze zong nog twee titelsongs in van de Chinese blockbuster in twee episodes Xin Zhan (Rode clif), waarvoor ze in mei 2008 optrad tijdens het Filmfestival van Cannes. Ze zong eveneens de titelsongs voor de Japanse versie van de film.
Naast Mandarijn en Japans heeft ze ook songs uitgebracht in het Tibetaans, met name in het Khamse dialect van haar geboortegebied. Ze heeft eenmaal een nummer in het Engels opgenomen, namelijk "Gardenia in Blossom" in Sheng Sheng Zui Ru Lan.
Een zangstijl waarmee alan zich onderscheidt, is het zogenaamde Tibetaans gehuil ("Tibetan wail"), waarbij ze lange uithalen maakt en hoge tonen lang vasthoudt.